# Archivio Storico Italiano
Das Archivio Storico Italiano (abgekürzt mit der Sigle ASI) ist die älteste italienische Fachzeitschrift für die Geschichtswissenschaften.

## Geschichte
Das Archivio Storico Italiano entstand 1842 auf Initiative von Gian Pietro Vieusseux mit dem bis heute fortbestehenden Schwerpunkt auf italienischer Geschichte. Nach dem Tod des Gründers wurde das Archivio ab 1863 zum Organ der Deputazione di storia patria per la Toscana.
Zugleich wurde die Fachzeitschrift zum Forum der Lehrkräfte des Istituto superiore di studi pratici di Firenze, allen voran Pasquale Villari, einem der seinerzeit angesehensten Historiker, der zugleich Präsident der Deputazione war. Zunächst war Cesare Paoli Direktor der Zeitschrift, ihm folgte Alberto Del Vecchio.
Die als „positivistisch“ und die ökonomisch und rechtsgeschichtlich ausgerichteten Gruppen waren hier zunächst vorrangig vertreten, wobei dem Mittelalter mehr Platz eingeräumt wurde. Die Beiträge bezogen sich überwiegend auf die wichtigeren Städte der Toskana. Die historischen und häufig mit nationalen Fragen verbundenen Beiträge fokussierten sehr stark auf Mittelalter und frühe Renaissance.
Pasquale Villari, Cesare Paoli, Alberto Del Vecchio, Isidoro Del Lungo, Alessandro Gherardi und Gaetano Salvemini, Gioacchino Volpe, Niccolò Rodolico repräsentierten dabei die Spitze der italienischen Historikerzunft. Zumindest in Form von Rezensionen wurde dabei die Entwicklung der deutschsprachigen Mediävistik verfolgt.
Auch nach dem Tod Paolis setzten Alberto Del Vecchio, Bernardino Barbadoro, dann die Trias Barbadoro, Schiaparelli, Panella, schließlich ab 1935 Niccolò Rodolico die Tradition fort. Der jüngeren Geschichte wurde nun mehr Platz eingeräumt.
Mit dem Schwerpunkt Mittelalter geriet die Zeitschrift zeitweise ins Abseits, zugleich verstärkte sich der Akzent auf der Toskana. Die Entdeckung und Erforschung des Kaufmannsarchivs, das der 1410 verstorbene Francesco Datini hinterlassen hatte, und zahlreiche Veröffentlichungen aus der Feder Armando Saporis verlagerten den Schwerpunkt ab 1919 wieder auf die Ökonomie.
Doch danach fiel die Zeitschrift wieder in eine gewisse Provinzialität zurück, was sich daran zeigt, dass die bedeutenden italienischen Historiker nicht im ASI veröffentlichten. Selbst Ernesto Sestan, der von 1969 bis 1986 die Deputazione und das Archivio leitete, publizierte nur eine aus seiner Dissertation hervorgegangene Abhandlung über die Podestà der Toskana im Jahr 1935.
Der toskanische Schwerpunkt führte immerhin dazu, dass zahlreiche britische Beiträge hier erschienen, denn die britische Forschung hatte darin einen Schwerpunkt. Ersten Arbeiten von Nicolai Rubinstein im Jahr 1935 folgten in den 50er und 60er Jahren Beiträge von Raymond de Roover, Gene Brucker, später Julius Kirshner, Anthony Molho, Rosalyn Pesman Cooper und anderen.
Seit 1998 gibt es auch eine Online-Ausgabe des ASI.
Als völlig unzureichend gilt die Zuordnung der Serien und Jahresbände. Von 1842 bis 1934 erschien das Archivio in insgesamt sieben Serien, von denen die erste bis 1851, die zweite bis 1862, die dritte bis 1877, die vierte bis 1887, die fünfte bis 1912, die sechste bis 1922 und die siebente bis 1934 reichten. Dabei wurde teilweise noch in nummerierte Jahresbände differenziert (anno), die wiederum in Einzelbände zerfielen, wie etwa „1844, anno VII, II“, der sich vorrangig mit Venedig befasst. Das Jahr 1848 hingegen fiel aus, während die Jahreszählung weiter fortgeführt wurde. Diese komplizierte Zählung wurde 1935 durch eine einfachere abgelöst, die mit Band 93 (XCIII) begann. Sie reichte 2008 bis Band 166 (CLXVI). 2014/15 bis Band 172. Seit 2017 können auch private Abonnenten die Zeitschrift ausschließlich in digitaler Form erwerben. Die jüngste Ausgabe erschien als „2020/2 n. 664 (a. 178)“.

## Digitalisate

### Serie I (Herausgeber: Gian Pietro Vieusseux)
- appendice, tomo I, August 1842–Dezember 1844
- tomo II, appendice, 1845
- tomo V, 1843
- anno 1845
- appendice, tomo IV, 1847 (Google Books)
- tomo X, 1847
- tomo XIII, 1847
- (serie prima) tomo XIV, 1849
- appendice, tomo VII, 1849
- tomo VIII, appendice, 1850
- Indice tripartito della prima serie dell' Archivio Storico Italiano, 1857

### Nuova serie
- nuova serie, tomo primo, parte 1, 1855
- nuova settimo, tomo nono, parte 1, 1858
- nuova serie, tomo nono, parte 1, 1859
- nuova serie, tomo undecimo, parte I, anno 1860
- nuova serie, tomo decimottavo, parte I, anno 1863

### Serie terza (Herausgeber:Deputazione di storia patria per la Toscana)
- serie terza, tomo III, parte I, anno 1866
- serie terza, tomo VI, parte I, anno 1867
- serie terza, tomo XIV, parte I, anno 1871
- Indice generale dell'Archivio storico italiano nuova serie e terza serie dal 1855 al 1872, 1874
- serie terza, tomo XXII, anno 1875

### Quarta serie
- quarta serie, tomo III, anno 1879
- quarta serie, tomo IX, anno 1882
- quarta serie, tomo XIII, anno 1884
- quarta serie, tomo XVII, anno 1886

### Quinta serie
- quinta serie, tomoII, anno 1888
- quinta serie, tomo III, anno 1889
- quinta serie, tomo VI, anno 1890
- quinta serie, tomo VIII, anno 1891
- quinta serie, tomo XIII, anno 1894
- quinta serie, tomo XX, anno 1897
- quinta serie, tomo XXIII, anno 1899
- quinta serie, tomo XXVI, anno 1900
- quinta serie, tomo XXXII, anno 1903
- quinta serie, tomo XXXV, anno 1905
- quinta serie, tomo XLI, anno 1908
- quinta serie, tomo XLIX, anno 1912

### Nur nach Jahrgängen benannte Ausgaben (eig. sechste, bzw. siebente Serie, ökonomische Ausrichtung)
- anno LXXVII, 1919, vol. I
- anno LXXX, 1922, volume unico, 1923